# Enrico Brustia
Enrico Brustia (Seregno, 27 febbraio 1919 – ...) è stato un calciatore italiano, di ruolo difensore.

## Carriera
Debutta in Serie B nella stagione 1946-1947 con il Seregno, disputando tre campionati cadetti prima della retrocessione in Serie C avvenuta nel 1949.
Al termine della stagione 1949-1950 i lombardi raggiungono nuovamente la Serie B e Brustia disputa un altro torneo di seconda categoria, seguito da un'altra discesa in terza serie.
In totale conta 138 presenze nei quattro campionati cadetti giocati con la maglia del Seregno.

## Palmarès

### Club

#### Competizioni nazionali
- Serie C: 1

Seregno: 1949-1950